# گل‌کوب کمربندسیاه
گُل‌کوب کمربندسیاه (نام علمی: Dicaeum haematostictum) نام یک گونه از سرده گل‌کوب‌های اصلی است.